# Automotrice FNM E.700
Le E.700 delle Ferrovie Nord Milano erano una serie di automotrici elettriche (o elettromotrici) per treni vicinali.
Inizialmente, dal 1928 al 1932, vennero costruite 14 unità (EAC.700-01 ÷ 14) dalla OM di Milano con parte elettrica TIBB; furono immesse in servizio sulle linee Milano-Saronno e Milano-Meda, di nuova elettrificazione, e costituivano con i locomotori E.600, i primi mezzi elettrici delle FNM.
Negli anni successivi, si aggiunsero alla serie altre unità, provenienti da trasformazioni:
- nel 1940 e nel 1942 le unità 15 ÷ 17, provenienti dalla motorizzazione di rimorchi pilota serie E.800;
- nel 1948 le unità 18 ÷ 19, provenienti dalla trasformazione delle motrici E.710;
- nel 1948 le unità 20 ÷ 22, provenienti dalla motorizzazione di rimorchi pilota serie E.800;
- infine, nel 1954 l'unità 23, costruita dalla Breda sul relitto di una E.750 demolita, e con cassa identica alle E.740-08 ÷ 16.

Le E.700 fecero servizio per decenni sulle tratte suburbane intorno a Milano; furono accantonate negli anni 2000 in seguito all'immissione in servizio di rotabili più moderni (E.760 ed E.710).

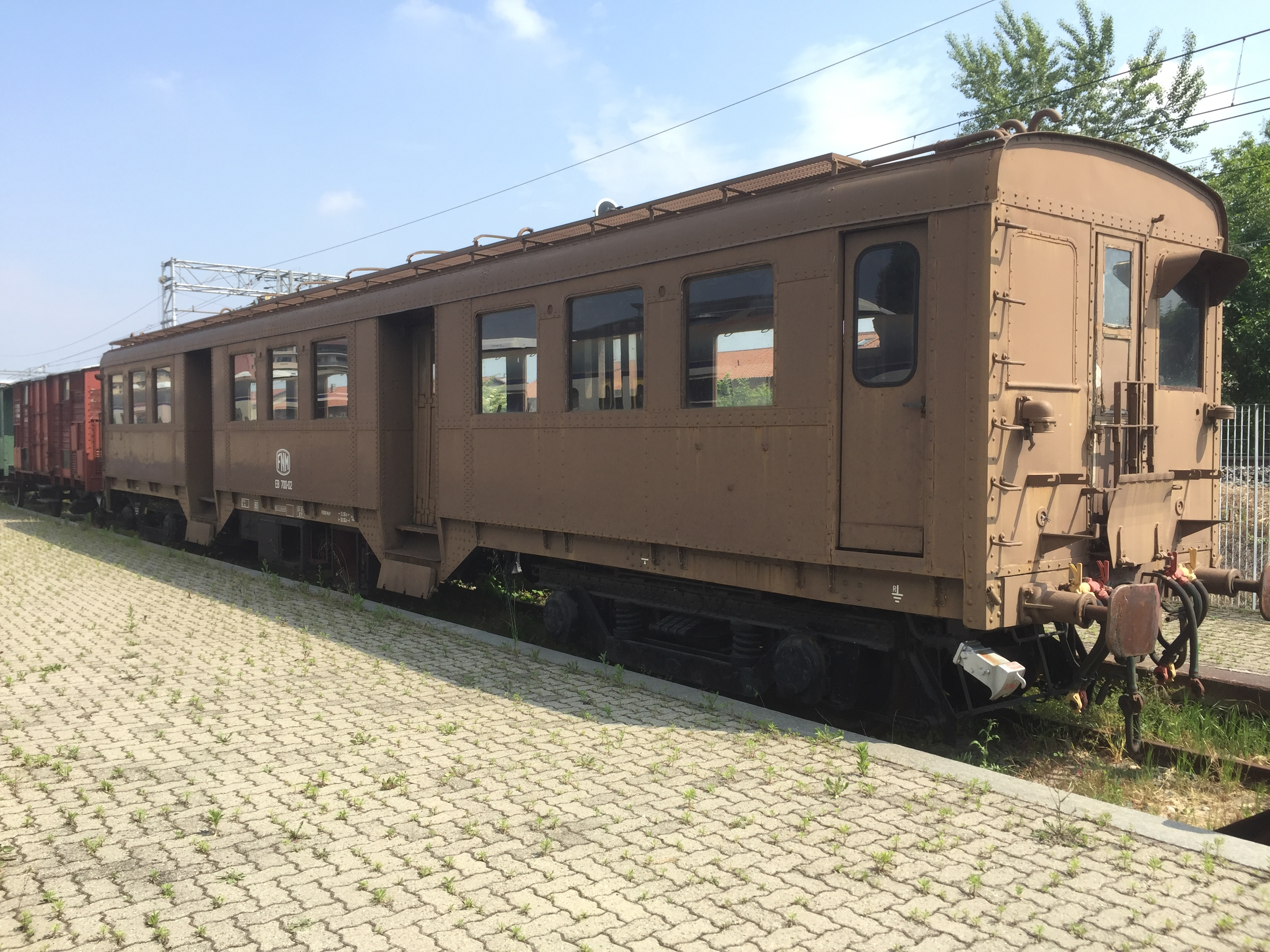
L'unità 02, conservata a Savigliano

Gli esemplari 02 e 09 di questo gruppo sono stati conservati. La prima si trova nella sede di Savigliano del Museo Ferroviario Piemontese, la seconda al Museo delle Industrie e del Lavoro del Saronnese a Saronno. Gli altri sono stati accantonati e molti demoliti.